# 斎藤博 (外交官)

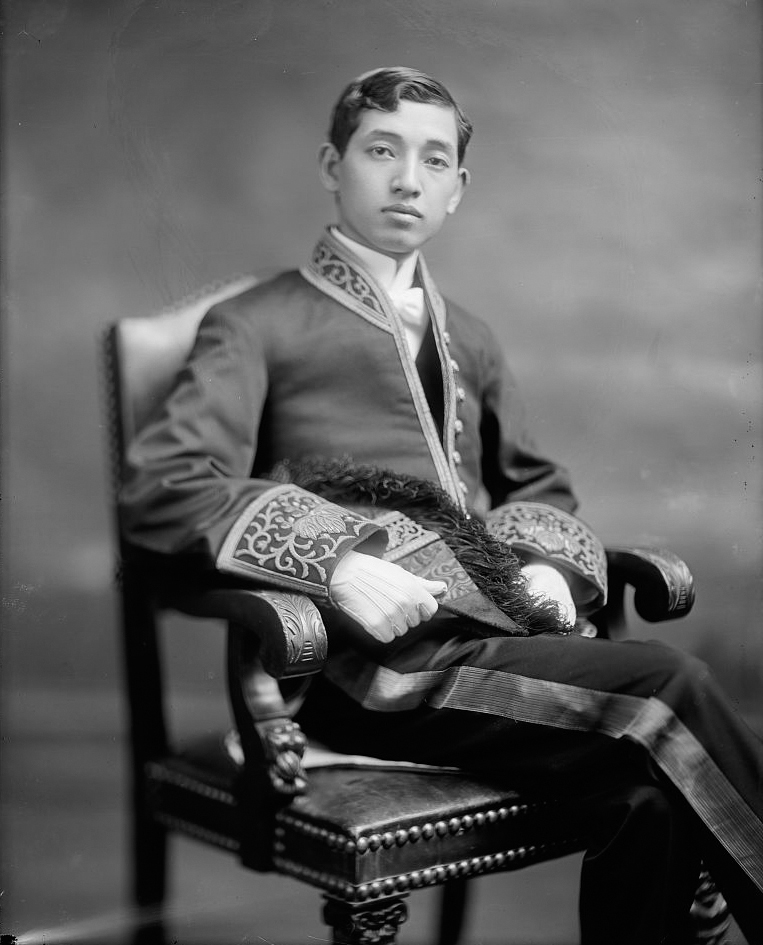
斎藤博

斎藤 博（さいとう ひろし、1886年〈明治19年〉12月24日 - 1939年〈昭和14年〉2月26日）は、大正・昭和期の日本の外交官。新潟県出身。

## 経歴・人物

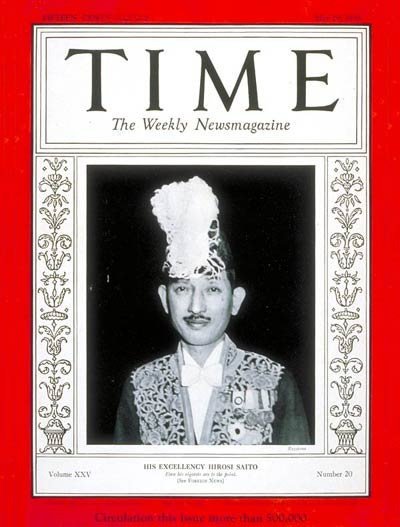
『TIME』の表紙を飾る（1935年5月20日号）

旧長岡藩卒属であった父・祥三郎も外務省主任翻訳官を務め、親子2代の外交官にあたる。父が中学校英語教師であった岐阜県で誕生。日本中学校、学習院を経て、1910年（明治33年）7月、東京帝国大学法科大学卒業後、同年に外務省に入省。同期に来栖三郎など。
1910年末、外交官補としてワシントンD.C.に赴任。アメリカ・イギリス勤務が長く、親英米派として知られた。また、省内屈指の秀才とも評されるほどで将来を嘱望され、35歳でシアトル領事、2年後にはニューヨーク領事となったほか、パリ講和会議・ワシントン会議・第1次ロンドン海軍軍縮会議といった大正期の重要な国際会議において全権団に加わっている。1929年（昭和4年）には43歳で外務省情報部長に任じられた。
1934年（昭和9年）に駐オランダ公使に任じられるが、その年のうちに出淵勝次 駐米大使の後任として家族とともにワシントンに転任した。当時は、満州事変後で日米関係が悪化しており、着任の記者会見の場は緊張感が漂っていたが、着任の挨拶を「君らと一緒にウイスキーを飲みに来たよ」という言葉で切り出し、空気を和やかなものとした。日中戦争初期のパナイ号事件では本国の訓令を待たずに直接ラジオの全国中継で平和的解決を全米中に訴えるなど、両国間の関係改善に深くかかわった。
1935年（昭和10年）、アメリカで出版されていた雑誌『バニティ・フェア』8月号39ページに日本の皇室に対する不敬なマンガ、表題が掲載される。本国からの指示に従ってアメリカ政府に抗議を行い、（後に日米開戦のキーマンとなった）コーデル・ハル国務長官から遺憾の意を引き出した。
一方、1938年（昭和13年）夏頃には肺結核が悪化してバージニア州の避暑地ホットスプリングスで療養に専念するようになった。首相・近衛文麿から同年9月に突然辞職した外相・宇垣一成の後任になることを要請されたが、健康を理由に固辞。外務省は翌10月に斎藤の駐米大使の任を解いて帰朝命令を出し、堀内謙介が後任として着任したが、斎藤の体は帰国の旅に堪えられず、そのままワシントンで死去した。
斎藤の死はアメリカでラジオで伝えられたほか、ニューヨーク・タイムズ紙などの新聞も紙面を大きく割いて伝えた。ハル国務長官も日米の友好関係を築くために努力したことを称賛する声明を発表している。アメリカ政府は斎藤の死を惜しんで巡洋艦「アストリア」に遺骨を載せて日本本国に送った。1939年4月14日、日本に到着。日本側は館山沖から嚮導艦として駆逐艦「響」、護衛に「暁」「狭霧」をつけ出迎え、横浜港では21発の礼砲を交わして遺骨受領式が行われた。
葬儀は翌15日、有田八郎外務大臣、外交関係者、ジョセフ・グルー駐日大使夫妻、日米の儀仗兵などが参加し、築地本願寺において外務省葬として執り行われ、多磨墓地に葬られた。

## 家族・親族
妻は長與專齋の孫娘・美代子（專齋の長男・長與稱吉の長女）。美代子の母方祖父は明治の元勲・後藤象二郎で、義母は後藤の四女・延子（延子の姉・早苗は岩崎弥之助の妻で、岩崎小弥太の母）。美代子の妹・仲子は五・一五事件で暗殺された犬養毅の三男・犬養健に嫁ぎ、斎藤と犬養は義兄弟の関係にあたる。また義弟・犬養健が外腹に産ませた子がエッセイストでタレントの安藤和津で、その夫は俳優・映画監督の奥田瑛二であるため、安藤家と縁戚関係にある（奥田の本名が安藤姓）。また安藤・奥田の長女は映画監督の安藤桃子で、次女は女優の安藤サクラ（柄本明の長男・柄本佑夫人）。

## 栄典
- 1920年（大正9年）9月7日 - 勲五等双光旭日章[8]
- 1934年（昭和9年）5月15日 - 正四位[9]
- 1939年（昭和14年） - 
  - 勲一等瑞宝章
  - グラン・クロア・オランジュ・ナッワシウ章（オランダ）